# سیارک ۶۷۱۱
سیارک ۶۷۱۱ (به انگلیسی: 6711 Holliman، نامگذاری:1989HG) شش هزار و هفتصد و یازدهمین سیارک کشف شده‌است که در ۳۰ آوریل ۱۹۸۹ کشف شد.
قدر مطلق سیارک برابر ۱۳٫۱۰ است.